# Gulf Shores
Gulf Shores ist eine US-amerikanische Stadt, die im Baldwin County in Alabama liegt und im Jahr 2020 laut U.S. Census Bureau 15.014 Einwohner hatte. Gulf Shores liegt am Golf von Mexiko.

## Demografie
Bei der Volkszählung in den USA hatte Gulf Shores 5044 Einwohner, 2344 Haushalte und 1544 Familien. 97,54 % der Bevölkerung war weiß, 0,22 % war afro-amerikanischen Ursprungs. 16,4 % der Bevölkerung war unter 18 Jahren alt, 23,1 % war älter als 65 Jahre. Das Durchschnittsalter lag bei 46 Jahren. In Gulf Shores lag das Durchschnittseinkommen bei 24.356 US-Dollar. 9,9 % lebten unter der Armutsgrenze.

## Städtische Einrichtungen
Gulf Shores ist ein Touristenziel, da es am Golf von Mexiko liegt. Daher ist die gesamte Stadt mit vielen Hotels und Ferienhäusern auf Tourismus eingestellt. Im Nordwesten der Stadt liegt der Jack Edwards Airport.

## Umgebung
Im Norden von Gulf Shores liegt Foley (15 km), Summerdale (24 km), Silverhill (31 km), Robertsdale (Alabama) und Point Clear (beide 32 km). Im Osten liegt Orange Beach (14 km). Die Nordwestgrenze von Florida liegt 36 km nordöstlich. Der Golf von Mexiko liegt direkt an Gulf Shores.